# Kanarenpieper

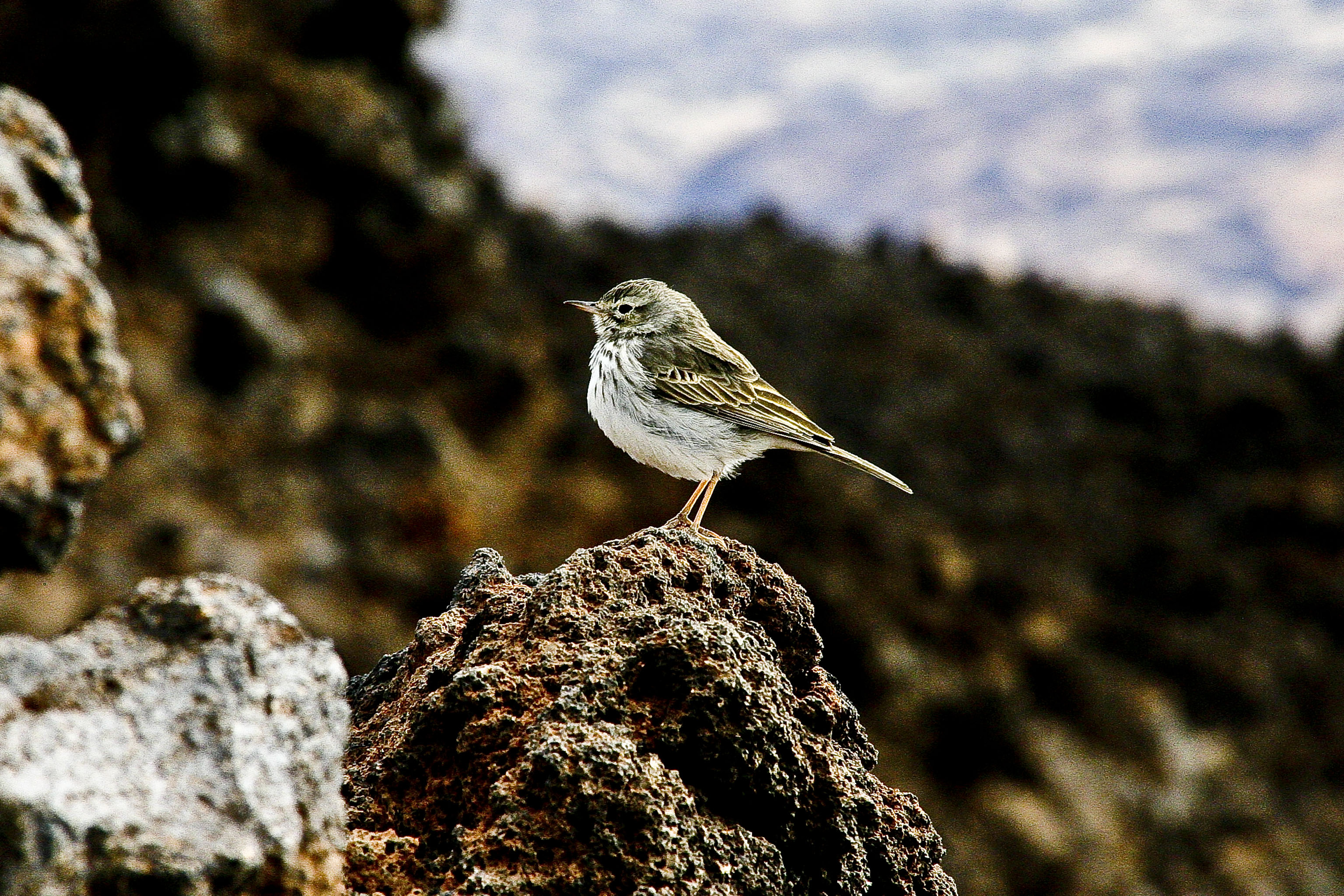
Kanarenpieper auf Teneriffa

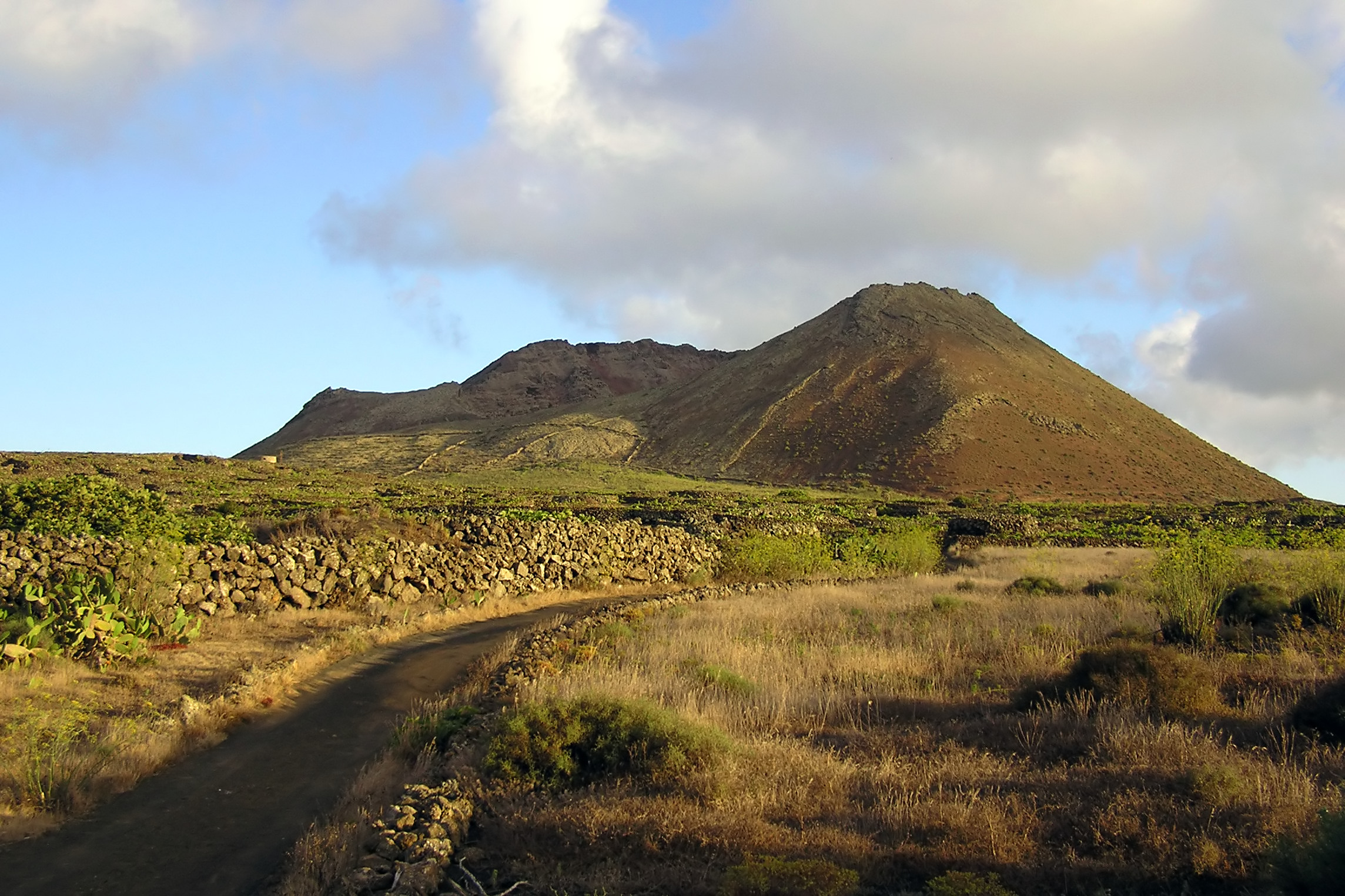
Lebensraum des Kanarenpiepers auf Lanzarote

Der Kanarenpieper (Anthus berthelotii) ist eine Singvogelart aus der Familie der Stelzen und Pieper. Er kommt auf den Kanarischen Inseln, den Ilhas Selvagens und auf Madeira vor, wo er trockene, gras- und buschbestandene Habitate bewohnt und die einzige dort brütende Pieperart ist. Er ist ein Standvogel, von dem es bislang keinerlei Nachweise als Irrgast außerhalb seines Verbreitungsgebiets gab. Der Bestand wird grob auf 20.000–100.000 Brutpaare geschätzt und die Art ist laut IUCN nicht bedroht (“least concern”). Das Artepitheton ehrt den französischen Naturforscher Sabin Berthelot.

## Beschreibung
Der Kanarenpieper ist dem nah verwandten Brachpieper nicht unähnlich, aber mit 13,0–14,5 cm Körperlänge wesentlich kleiner, oberseits mehr grau und unterseits mehr weiß sowie wesentlich deutlicher gestrichelt. Die Flügellänge liegt zwischen 73 und 81 mm, die Schwanzlänge zwischen 53 und 62 mm. Der Kopf ist verhältnismäßig groß, der Körper recht kurz. Der relativ schlanke Schnabel ist 14,5–16,0 mm lang. Der Oberschnabel ist dunkel- bis mittelgrau und zeigt fleischfarbene Unterkanten, der blass fleischfarbene Unterschnabel hat eine dunkle Spitze und bisweilen hell gelbliche Kanten. Die Beine und Füße sind fleischfarben und bisweilen leicht gelblich, die Krallen deutlich dunkler. Die Iris ist dunkelbraun, das Auge zeigt einen hellen Ring. Ein Sexualdimorphismus ist nicht vorhanden.
Die Oberseite adulter Vögel ist graubraun mit einer deutlichen, dunklen Streifung auf dem Scheitel und einer etwas verwascheneren auf Rücken und Nacken. Der Bürzel ist ungezeichnet. Der breite, lange Überaugenstreif ist weißlich wie auch Kinn, Kehle und der Bartstreif. Letzterer ist von den Ohrdecken, die im Zentrum etwas aufgehellt sind von einem dunklen Streifen abgegrenzt. Zügel und Kinnstreif sind dunkelbraun. Die Unterseite ist weißlich und im frischen Gefieder leicht gelblich- bis rötlichbeige überhaucht. Die Brust ist kräftig dunkelbraun, die Flanken etwas feiner gestrichelt, manchmal aber auch fast ungestrichelt. Die Randdecken sind graubraun wie die Oberseite, das übrige Flügelgefieder ist schwarzbraun und zeigt beige Säume. An den Armdecken sind die Spitzen sehr breit und hell, so dass diese helle Flügelbinden bilden. Da die Säume der mittleren Armdecken schmal sind stechen die dunklen Zentren zudem als breites, kontrastierendes Band heraus. Die Steuerfedern sind überwiegend schwarzbraun, das mittlere Paar etwas heller mit beigen Säumen. Die äußeren drei zeigen auf der Außenfahne einen hellen Keil, der zu den Schwanzaußenseiten, die dadurch weißlich wirken, länger wird.
Die saisonale Variation ist geringfügig und kommt nur durch Gefiederabnutzung zustande. Es findet jährlich nach der Brutzeit, also etwa zwischen Juli und August, eine Vollmauser statt.
Kanarenpieper im Jugendkleid sind sehr viel kontrastreicher gefärbt als Altvögel. Die Oberseite ist dunkler und mehr braun und wirkt durch dunkle Federzentren und helle Säume geschuppt. Die Unterseite ist intensiver weiß, die Strichelung auf der Brust sehr breit. Die Säume der Flügelfedern sind wärmer beige und insbesondere an den Armdecken sehr hell.

## Stimme
Das stimmliche Repertoire ist dem des Brachpiepers sehr ähnlich. Der Ruf (Hörbeispiel) ähnelt dem der Schafstelze und ist ein weiches tschlie oder tschirlie. Der Gesang ähnelt dem Ruf und ist eine sehr einfache, beständige Wiederholung zweisilbiger Laute, was etwa wie tzirlie tzirlie tzirlie tzirlie… klingt. Im Unterschied zum Brachpieper ist die Stimmlage etwas höher.

## Verbreitung und Bestand
Der Kanarenpieper kommt ausschließlich auf den Kanaren, den Ilhas Selvagens sowie auf Madeira, Porto Santo und den Ilhas Desertas vor. Der Bestand auf den Kanaren wird auf 20.000–100.000 Vögel geschätzt und die Art ist auf Lanzarote eine der häufigsten Offenlandbewohner. Hier wurden auf manchen Flächen Bestandsdichten von 37 Brutpaaren/10 ha festgestellt. Auf Selvagem Grande ist der Bestand aufgrund der Witterungsbedingungen starken Schwankungen unterworfen, der Kernbestand wurde hier in den 1990er Jahren auf 50 Brutpaare geschätzt. Weitere 500–1000 Brutpaare kommen vermutlich auf Madeira vor.

## Geografische Variation

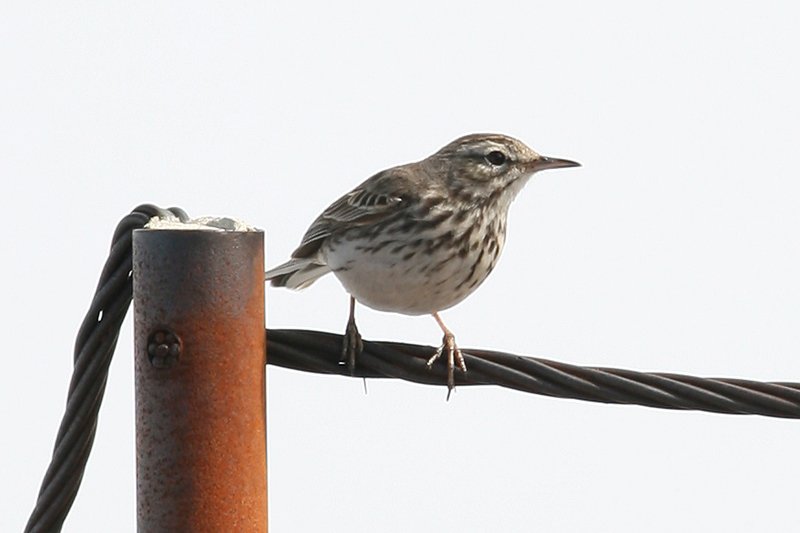
Kanarenpieper der Unterart A. b. madeirensis

Es werden zwei Unterarten beschrieben, von denen die Nominatform auf den Kanaren und den Ilhas Selvagens und die etwas langschnäbeligere Unterart A. b. madeirensis Hartert, 1905 auf Madeira vorkommt. Da der Unterschied aber äußerst geringfügig ausfällt und andere Unterscheidungsmerkmale wohl auf undifferenzierten Messungen beruhen, wird die Art von Alström und Mild (2003) als monotypisch angesehen.

## Lebensraum
Der Kanarenpieper bewohnt offene, trockene und buschbestandene sowie teils felsige Flächen. Auf Madeira ist die Art vorwiegend in Graslandschaften des Hochplateaus zu finden, aber auch in trockenem Weideland an der Küste. Die Höhenverbreitung auf den Kanaren reicht von Meereshöhe bis auf 3000 Meter. Hier findet man den Kanarenpieper in einem breiteren Spektrum von Lebensräumen wie offenen Ackerflächen, buschbestandenen Berghängen, Dünen und Halbwüsten sowie trockenen Lichtungen innerhalb bewaldeter Gebiete.

## Fortpflanzung

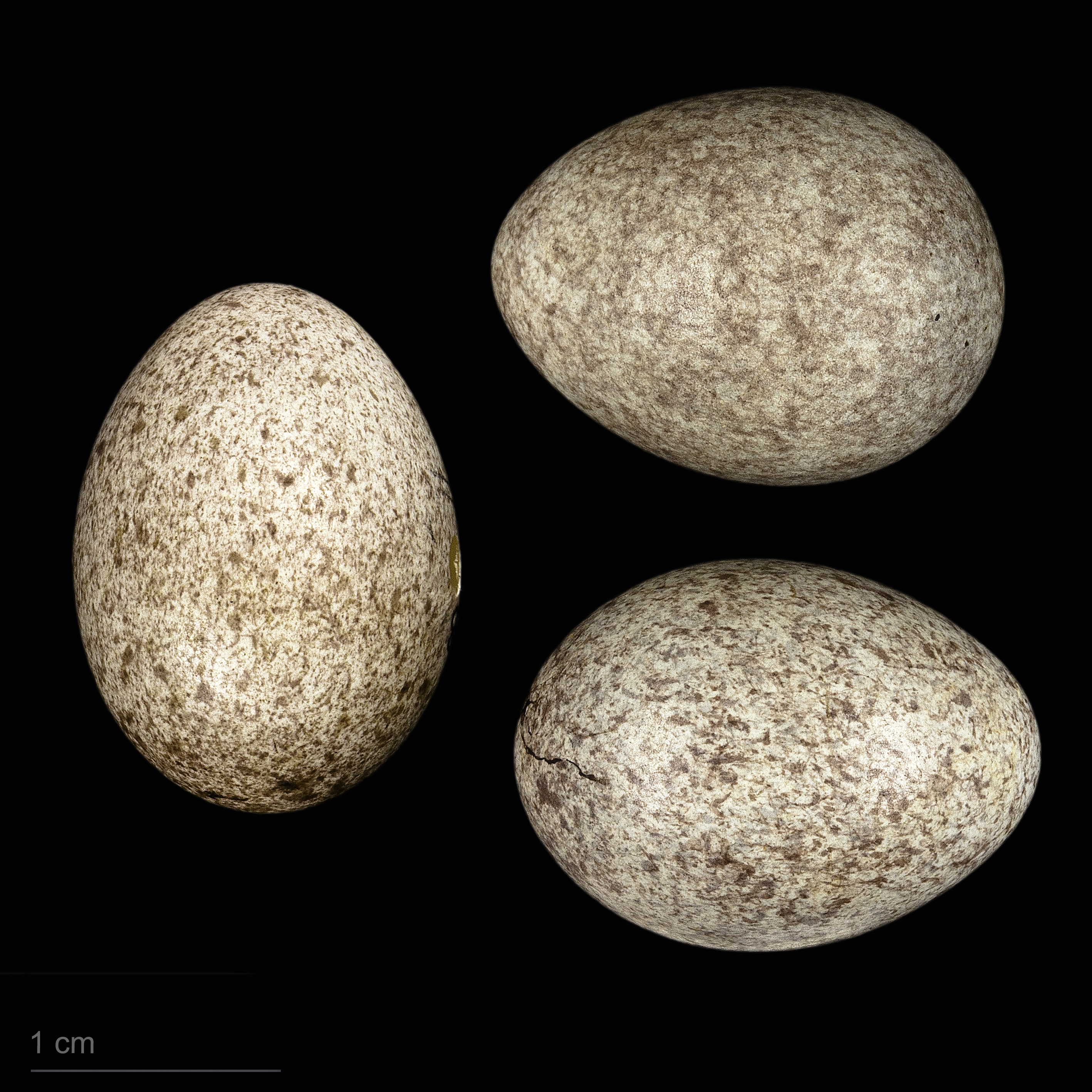
Anthus berthelotii, Sammlung Museum von Toulouse

Die Fortpflanzungszeit scheint von variabler Länge zu sein und zwischen Januar und August zu liegen. Es wird angenommen, dass oft mehr als eine Jahresbrut stattfindet. Das Nest ist ein tiefer Napf aus Halmen und Fasern, der mit weichem Material wie Tierhaaren und Federn ausgekleidet wird. Es wird in der Deckung von trockener Vegetation, Sträuchern, Steinen oder teils niedrigstehend in Euphorbien errichtet. Das Gelege besteht aus 2–5 rundovalen, glänzenden Eiern, die auf hellgrauem Grund bräunlich gesprenkelt und 19,5 × 14,8 mm groß sind.